# Viridivora formosa
Viridivora formosa är en tvåvingeart som beskrevs av Loïc Matile 1973. Viridivora formosa ingår i släktet Viridivora och familjen svampmyggor. Inga underarter finns listade i Catalogue of Life.